# ОШ „Жикица Јовановић Шпанац” Бела Црква
ОШ „Жикица Јовановић Шпанац” у Белој Цркви, насељеном месту на територији општине Крупањ, баштини традицију организованог школства, постојањем школе пре 1836. године. Данас школа носи име по Жикици Јовановићу Шпанцу, учеснику Шпанског грађанског рата и Народноослободилачке борбе, једном од организатора устанка у Западној Србији и народном хероју Југославије.

## Историјат школе
За оснивање школе у Белој Цркви узима се, по Милану Ђ. Милићевићу, 1836. година, међутим, у списку службеника општине Бела Црква, 1833. године помиње се Никола Илић, учитељ у Белој Цркви. Исти се 1834. године претплатио на „Забавник” Димитрија Давидовића, што значи да је школа отворена раније. Та школска зграда није била условна и од лошег материјала је била зидана, тако да је актом из 1857. године, затражено од стране општине Бела Црква, да се зида нова школска зграда. Године 1865. године, на црквеном плацу, ударени су темељи новој школи у Белој Цркви без сагласности црквених власти, која је завршена до 1871. године. Школа у Белој Цркви је 1988. године била је надлежна за шеснаест села (Бела Црква, Толисавац, Мојковић, Ликодра, Красава, Равнаја, Бастав, Ставе, Врбић, Шљивова, Брезовице, Завлака, Цветуља, Коњуша, Комирић и Белотић) 
Период од 1900. до 1914. године, за школу у Белој Цркви, а и за све остале школе у Рађевини је био веома тежак. Завладале су разне епидемије и временске прилике, а 1914. године школа је престала са радом јер су непријатељски војници немилосрдно све у њој уништили.

## Школа данас
Школа је данас смештена у новој просторној згради, са фискултурном салом. Данас у склопу школе се налази шест издвојених одељења, од тога једна осмогодишња и пет четворогодишњих школа.